# Saint-Galmier
Saint-Galmier é uma comuna francesa na região administrativa de Auvérnia-Ródano-Alpes, no departamento de Loire. Estende-se por uma área de 19,47 km². Em 2010 a comuna tinha 5 881 habitantes (densidade: 302,1 hab./km²).